# До балчака
До балчака (мкд. До балчак) македонска је акциона историјска драма, настала у режији и по сценарију Столета Попова. Филм је премијерно приказан 14. септембра 2014. године у Македонији.

## Кратак садржај
Рaдња филма се одвија 1903. године, након револуционарног устанка против турске власти, а говори о љубавном четвороуглу и размаженој жени, која манипулише са три мушкарца.

## Улоге
| Глумац             | Улога   |
| ------------------ | ------- |
| Инти Срај          | Тереза  |
| Сашко Коцев        | Крсто   |
| Мартин Јордановски | Филип   |
| Тони Михајловски   | Музафер |
| Сенко Велинов      | Боро    |
| Искра Ветерова     | Ана     |
| Никола Којо        | агент   |
| Никола Ристановски | Цветко  |
| Гораст Цветовски   | Кавал   |
| Денис Абдула       | Кјосиот |
| Горан Трифуновски  | Тоше    |
| Владо Јовановски   | Иљо     |
| Ана Костовска      | Стамена |
| Камка Точиновски   | Дара    |
| Биљана Јовановска  | Јана    |

### Остале улоге
| Глумац                    | Улога                 |
| ------------------------- | --------------------- |
| Ненад Нацев               | Пере                  |
| Бојан Велевски            | Либе                  |
| Адем Карага               | Осман                 |
| Хаирулах Рамизи           | писац Орхан           |
| Јовица Михајловски        | непознати             |
| Горан Јовановски          | Џуџето                |
| Наташа Петровић           | Марија                |
| Јордан Симонов            | Веле                  |
| Береда Решит              | глувонема             |
| Георгије Котев            | велики                |
| Петре Арсовски            | први трговац          |
| Валтенина Божиновска      | дама                  |
| Бајрам Северџан           | циган Зурлаџија       |
| Васил Михајлов            | Момокот               |
| Весна Петрушевска         | дама 2                |
| Митро Апостоловски        | Ристо                 |
| Горажд Трајков            | Син од Веле           |
| Сенад Абдули              | Стефо                 |
| Аксел Мехмет              | Зекир                 |
| Младен Крстевски          |                       |
| Благица Трпковска         | слушкиња              |
| Соња Стамболџиоска        | Елена                 |
| Благоја Спиркоски Џумерко | Сотир                 |
| Марина Панкова            | учитељица             |
| Снежана Стамеска          |                       |
| Димитрија Докшевски       | комит Васил           |
| Нади Беџети               | млади Турчин          |
| Ивица Димитријевић        | комит Стојан          |
| Ратка Радмановић          |                       |
| Александар Тодески        | брат                  |
| Најдо Тодески             | Митар војвода         |
| Соња Михајлова            |                       |
| Предраг Павловски         | трговац               |
| Лина Попова               |                       |
| Ана Стојкова              | млада жена са бебом   |
| Наџи Шабан                | аустроугарски генерал |
| Анастас Тановски          |                       |
| Бранко Бенинов            | берберин              |
| Борис Чоревски            |                       |
| Ефтим Трајчов             | војник на станици     |
| Ана Јовановска            | девојчица у возу      |
| Џафер Дестановски         | циган тапанџија       |
| Катарина Илевска          | дама                  |
| Кети Дончевска            | сељанка               |
| Југослав Петровски        |                       |
| Драгиша Димитриевски      |                       |
| Емил Костовски            |                       |
| Љупчо Крстевски           |                       |
| Салаетин Билал            | учитељица             |
| Бранко Горчев             | трговац               |
| Предраг Манојловић        | Богдан                |
| Драган Спасов             | Шише                  |

## Продукција
Филм је сниман у продукцији „Триангл филма“, а у копродукцији са „Сектор филмом“, „Фx3x“ и Македонском радио-телевизијом. Главни продуцент филма је Данчо Чеврески из „Трангл филма”. Постпродукција је дело продуцентске куће „Фx3x” из Скопља, а финални микс је изведен у студију „Барандов” у Прагу. Снимање филма почело је у мају 2012. године, а филм је сниман на локацијама у Битољу, Скопљу, Демир Хисару, Охриду, Штипу и Прилепу. Финансијску и логистичку подршку филму пружили су: Влада Македоније, неколико министарстава, Филмски фонд Македоније, Македонска православна црква, „Македонске железнице“ итд., а званични спонзори су „Алкалоид“ и „Лукоил Македонија“. Иначе, овај филм важи за најскупљи филм у македонској кинематографији, чији је буџет 3,6 милиона евра, од чега је 2,5 милиона обезбедила влада, а 500 хиљада евра Фонд за филм.

## Контроверзе
Једна сцена из филма приказује мртвог коња, због чега је коња требало успављивати ињекцијом и дати лажну крв. Упркос упозорењима да је доза превисока и да би коњ могао да умре од ње, тим је одлучио да ризикује и коњ је проклет.
На дан премијере филма, неки од трговаца из старе битољске чаршије претили су протестима и тужбама, јер су им радње током 2012. године биле затворене недељу дана, али две године касније није им исплаћена очекивана одштета.